# イヴァン・クリーマ
イヴァン・クリーマ（Ivan Klíma, 1931年9月14日 - ）は、チェコ出身の作家。ミラン・クンデラをして「世界で最も多く翻訳されたチェコの作家」と言わしめたチェコを代表する作家である。

## 経歴
キリスト教の福音派に属していたユダヤ人技師の一家に生まれる。第二次世界大戦時、小学校の高学年（1941年12月）からプラハ近郊のゲットー「テレジーン」（マリア・テレジアの名に由来する）という名の収容所ですごした。ここは各地から集められてきたユダヤ人たちが最終目的地に移送されるまえの基地だった。
終戦後、カレル大学哲学科に進学。卒業論文のテーマは「カレル・チャペック」。1963年から1969年まで文学新聞「Literarni noviny」副編集長として、自由化に向かう反体制文学のリーダー格になる。1967年、第4回チェコスロヴァキア作家同盟大会において、パヴェル・コホウト、ミラン・クンデラら作家たちと共産党批判を行う。1968年のプラハの春事件が勃発。1969年秋からアメリカのミシガン大学の客員教授として講義するための出国を許可された。しかしクリーマが出国した直後に、ソ連のテコ入れによる「正常化」路線徹底強化によって、チェコ国境が封鎖される。1969年末までに、海外在住のチェコ人はチェコ国籍を放棄するか、帰国するかの選択を迫られた。大使館の特別の配慮でアメリカ滞在の延長を許され、学期終了の1970年3月にクリーマは帰国。このときの心境は、『僕の陽気な朝』の二番目の短編『火曜日の朝―センチメンタル・ストーリー』に詳しい。
反体制派と目され、作品は出版禁止処分に。専門的職業の場からも追放され、病院雑役などの労働に従事した。しかし、海外で出版される作品の印税により生活ができた。
社会主義体制下では活動を禁じられていたペンクラブが、1989年の自由化後活動を再開したときの最初の会長に就任する。2002年、フランツ・カフカ賞受賞。

## 邦訳作品
- 『僕の陽気な朝』（田才益夫訳, 国書刊行会（文学の冒険） 1998年）
- 『カレル・チャペック』（田才益夫訳, 青土社, 2003年）

## 著書
- 『恋愛の夏』1973
- 『僕の陽気な朝』1978（田才益夫訳, 国書刊行会, 1998年）
- 『慈悲の裁判官』1979
- 『僕の初恋』1985（短篇集）
- 『愛とごみ』1988
- 『わたしの素晴らしい職業』1990（短篇集）
- 『愛の会話』1995（短篇集）
- 『カレル・チャペック』（田才益夫訳, 青土社, 2003年）